# Aleochara
Aleochara (лат.) — род жуков-стафилинид из подсемейства Aleocharinae. Распространены всесветно. Около 400 видов. Взрослые особи питаются личинками, яйцами и куколками двукрылых (мух), а личинки являются эктопаразитоидами куколок двукрылых.

## Описание
Коротконадкрылые жуки, длина от 1,3 до 13 мм. Длина тела очень изменчива в пределах одного вида; тело широкоовальное или почти параллельное, массивное; формула лапок 5-5-5 (4-5-5 в подроде Tinotus Sharp); последний пальпомер максиллярных и нижнегубных щупиков с псевдосегментом; лациния с пучком апикальных щетинок; язычок небольшой, двулопастный на вершине; мезовентрит варьирует от некилевидного до полностью килевидного, в зависимости от подрода. IX тергит самца разделен X тергитом, каждая половина которого узко удлинена спереди и сзади и несет вентральную стойку; срединная доля эдеагуса обычно состоит из узко удлиненной трубочки и умеренного бульбуса (за исключением некоторых видов подрода Aleochara). Взрослые особи питаются личинками, яйцами и куколками двукрылых (мух), а личинки являются эктопаразитоидами куколок двукрылых (внутри пупария).
Все лапки жуков 5-члениковые. Челюстные щупики состоят из 5 члеников, а губные — из 4. Тело с боков параллельное или суженное кзади. Встречаются под гниющими животными и растительными остатками, в навозе, под падалью и опавшей листвой, в норах грызунов. Личинки являются паразитами пупариев мух (проходят гиперметаморфоз). В 2025 году впервые обнаружена мирмекофильная связь рода: вид Aleochara (Xenochara) ichikawai найден в гнезде вида муравьёв из группы Lasius fuliginosus на Дальнем Востоке России и в Японии.

## Некоторые виды
- Aleochara arachnipes Fauvel, 1900
- Aleochara bilineata Gyllenhaal, 1810
- Aleochara bimaculata Gravenhorst
- Aleochara binotata Kraatz, 1856 (= Aleochara verna auct. nec Say, 1836)
- Aleochara bipustulata (Linnaeus, 1761)
- Aleochara brevipennis Gravenhorst, 1806
- Aleochara brundini Bernhauer, 1936
- Aleochara clavigera Sharp, 1874
- Aleochara cuniculorum Kraatz, 1858
- Aleochara curtula (Goeze, 1777)
- Aleochara discoidea Sharp, 1874
- Aleochara elisabethae
- Aleochara erythroptera Gravenhorst, 1806
- Aleochara fugax Khnzor, 1962
- Aleochara funebris Wollaston, 1864 (= Aleochara albovillosa Bernhauer, 1901)
- Aleochara gaudiuscula Tottenham, 1939 (= Aleochara pulchra Bernhauer, 1901 nec Gravenhorst, 1806)
- Aleochara grisea Kraatz, 1856
- Aleochara haematoptera Kraatz, 1858 (= Aleochara haematodes Schaum, 1862)
- A. h. ripicola Mulsant & Rey, 1874 (= Aleochara crassicornis Lacordaire, 1835 nec Gyllenhaal, 1827)
- Aleochara inconspicua Aubé, 1850
- Aleochara inexpectata
- Aleochara intricata Mannerheim, 1830
- Aleochara irmgardis Vogt, 1954
- Aleochara laevigata Gyllenhaal, 1810
- Aleochara lanuginosa Gravenhorst, 1802
- Aleochara lygaea Kraatz, 1862
- Aleochara maculata Brisout d Barneville, 1866
- Aleochara moerens Gyllenhaal, 1827
- Aleochara moesta Gravenhorst, 1802
- Aleochara notula Erichson
- Aleochara obscurella Gravenhorst, 1806 (= Aleochara algarum Fauvel, 1862)
- Aleochara orientalis Lik., 1965
- Aleochara peeziana Lohse, 1961
- Aleochara puberula Klug, 1833
- Aleochara punctatella Motschulsky, 1858 (= Aleochara obscurella auct.nec Gravenhorst, 1806)
- Aleochara rubricalis
- Aleochara ruficornis Gravenhorst, 1802
- Aleochara sanguinea (Linnaeus, 1758)
- Aleochara schmausi Scheerp., 1954
- Aleochara spadicea (Erichson, 1837)
- Aleochara sparsa Heer, 1839
- Aleochara speculicollis Bernhauer
- Aleochara spissicornis Erichson, 1839
- Aleochara stichai Likovsky, 1965
- Aleochara suffusa auct. nec (Casey, 1906)
- Aleochara tristis Gravenhorst, 1806
- Aleochara verna Say, 1836
- Aleochara villosa Mannerheim, 1830

### ПодродXenochara
- A. (X.) asiatica Kraatz, 1859
- A. (X.) australis Cameron, 1943
- A. (X.) batakorum Pace, 1986
- A. (X.) brevilaminata Assing, 2009
- A. (X.) capitinigra Buss & Caron, 2023[5]
- A. (X.) castaneimarmotae Klimaszewski, Webster, and Brunke, 2017[2]
- A. (X.) cornuta Fauvel, 1886
- A. (X.) cristata Assing, 2009
- A. (X.) digitulata Assing, 2009
- A. (X.) falcata Assing, 2009
- A. (X.) fumata Gravenhorst, 1802
- A. (X.) gontarenkoi Assing, 2009
- A. (X.) grandeguttata Assing, 2009
- A. (X.) hamulata Assing, 2009
- A. (X.) helvetica Likovský, 1982
- A. (X.) himalayanae Assing, 2009
- A. (X.) ichikawai Maruyama et al., 2025[4]
- A. (X.) kamila Likovský, 1984 (= Aleochara diversa (J. Sahlberg, 1876) nec Mulsant & Rey, 1853)
- A. (X.) lapicola
- A. (X.) lapidicola (Sahlberg, 1844)
- A. (X.) leivasorum Buss & Caron, 2023[5]
- A. (X.) olliffi Likovský, 1984
- A. (X.) peninsulae Bernhauer, 1936
- A. (X.) puberula Klug, 1833
- A. (X.) repetita Sharp, 1887
- A. (X.) rutilipennis Kraatz, 1859
- A. (X.) simulatrix Sharp, 1883
- A. (X.) suslica Assing, 2009
- A. (X.) taeniata Erichson, 1839
- A. (X.) utriculata Assing, 2009
- A. (X.) verberans Erichson, 1839
- A. (X.) windredi Scheerpeltz, 1934